# Araneus ejusmodi
Araneus ejusmodi es una especie de araña del género Araneus, tribu Araneini, familia Araneidae. Fue descrita científicamente por Bösenberg & Strand en 1906.
Se distribuye por Japón, China y Corea. La especie se mantiene activa durante todos los meses del año excepto en febrero y noviembre.